# Авијатик Берг D.II
Авиатик Берг D је фамилија једномоторних двокрилних авиона које је у току Првог светског рата производила немачка фирма Авиатик, а пројектовао их је инж. Јулијус фон Берг па су према њему ови авиони добили други део имена Берг. Авиони ове серије су били ловци и означавани су ознаком D., производили су се у Ауастроугарској за потребе Аустроугарског ратног ваздухопловства у Бечкој филијали Авиатика. Због велике потребе у ловачким авионима ове авионе су производиле и остале фирме у Аустроугарској на бази лиценце.
Један авион из те серије је био Авијатик Берг D.II аустроугарски ловачки авион. Авион је први пут полетео 1917. године 
 а настао је побољшањем свог претходника Авијатик Берг D.I.

### Техничке карактеристике авиона Авиатик Берг серије D
Највећа брзина авиона при хоризонталном лету је износила 220 km/h.
Распон крила авиона је био 7,50 m, а дужина трупа 6,98 m. Празан авион је имао масу од 587 килограма. Нормална полетна маса износила је око 810 килограма. Био је наоружан са два предња митраљеза калибра 8 милиметара Шварцлозе.

| Тип авиона                        | Berg D.I       | Berg D.II      | Berg D.III   | Berg Dr.I      |
| --------------------------------- | -------------- | -------------- | ------------ | -------------- |
| Намена                            | Ловац          | Ловац          | Ловац        | Прототип       |
| Година                            | 1917           | 1918           | 1918         | 1917           |
| Посада                            | 1              | 1              | 1            | 1              |
| Дужина                            | 6,95 m         | 6,95 m         | 6,95 m       | 6,86 m         |
| Размах                            | 8,00 m         | 8,00 m         | 8,00 m       | 7,22 m         |
| Висина                            | 2,49 m         | 2,49 m         | 2,49 m       | 2,75 m         |
| Површина крила                    | 21,70 m²       | 18,40 m²       | 21,70 m²     | 22,50 m²       |
| Маса празног                      | 587 kg         | 587 kg         | 683 kg       | 620 kg         |
| Маса полетна                      | 881 kg         | 810 kg         | 943 kg       | 862 kg         |
| 6-цил. Линијски, Хлађење течношћу | Austro-Daimler | Austro-Daimler | Hiero        | Austro-Daimler |
| Снага                             | 200KS(147kW)   | 200KS(147kW)   | 230KS(169kW) | 200KS(147kW)   |
| Брзина на 0 m                     | 185 km/h       | 210 km/h       |              | 195 km/h       |
| Брзина пењања на 1000 m           | 2:10 min       | 2:48 min       | 2:10 min     | 1:40 min       |
| брзина пењања на 2000 m           | 7:40 min       | 6:48 min       | 5:06 min     | 4:10 min       |
| Брзина пењања на 3000 m           |                | 11:30 min      | 9:36 min     | 8:06 min       |
| Брзина пењања на 4000 m           | 11:20 min      |                |              |                |
| Брзина пењања на 5000 m           |                |                | 18:48 min    |                |
| Плафон                            | 6220 m         |                |              | 5000 m         |
| Радијус                           | 375 km         |                |              | 290 km         |
| Аутономија                        | 2:30 h         |                |              |                |
| Наоружање                         | 1–2 MG         | 2 MG           | 2 MG         | 2 MG           |

## Оперативно коришћење
Прва серија авиона је послата на фронт у новембру 1917. Даља производња је прекинута јер се прешло на израду авиона Фокер D.VII по лиценци.

## Земље које су користиле овај авион
- Аустроугарска
- Аустрија
- Мађарска
- Пољска
- Румунија
- Чехословачка
- Југославија